# All Ireland Cup 2019-20
La All Ireland Cup 2019-20 fue la 32.° edición de la Copa nacional de rugby de la Isla de Irlanda.

## Participantes
| Liga                        | Ganador                 |
| --------------------------- | ----------------------- |
| Connacht Senior Cup 2019-20 | Sligo RFC               |
| Ulster Senior Cup 2019-20   | City of Armagh RFC      |
| Leinster Senior Cup 2019-20 | Lansdowne Football Club |
| Munster Senior Cup 2019-20  | Cork Constitution       |

### Semifinal
| 4 de enero de 2020 | Sligo RFC | 10 - 38 | Cork Constitution |  |  |

| 8 de enero de 2022 | Lansdowne Football Club | 20 - 17 | City of Armagh RFC |  |  |

### Final
| 4 de abril de 2020 | Lansdowne Football Club | Suspendido | Cork Constitution |  |  |

| Bandera de Irlanda              |
| Campeón Lansdowne Football Club |
| Sexto título                    |

| Bandera de Irlanda        |
| Campeón Cork Constitution |
| Octavo título             |